# Passagem Amchitka

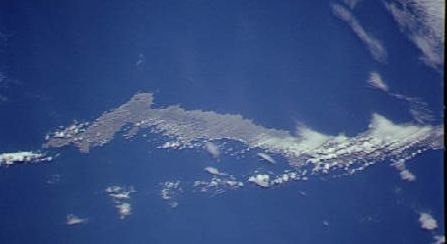
Ilhas Aleutas vistas do espaço.

A Passagem Amchitka (em inglês:  Amchitka Pass) é um estreito no Alasca, Estados Unidos, mais precisamente nas ilhas Aleutas, entre as ilhas Rat a oeste e as ilhas Delarof a leste. A passagem Amchitka tem uma largura mínima de 50 milhas e profundidades de 49 a mais de 1000 fathoms. 
A navegação é perigosa com tempo severo invernal, em particular para navios pequenos e médios; as correntes são erráticas em direção e as velocidades podem ser elevadas.